# Lány u Bylan

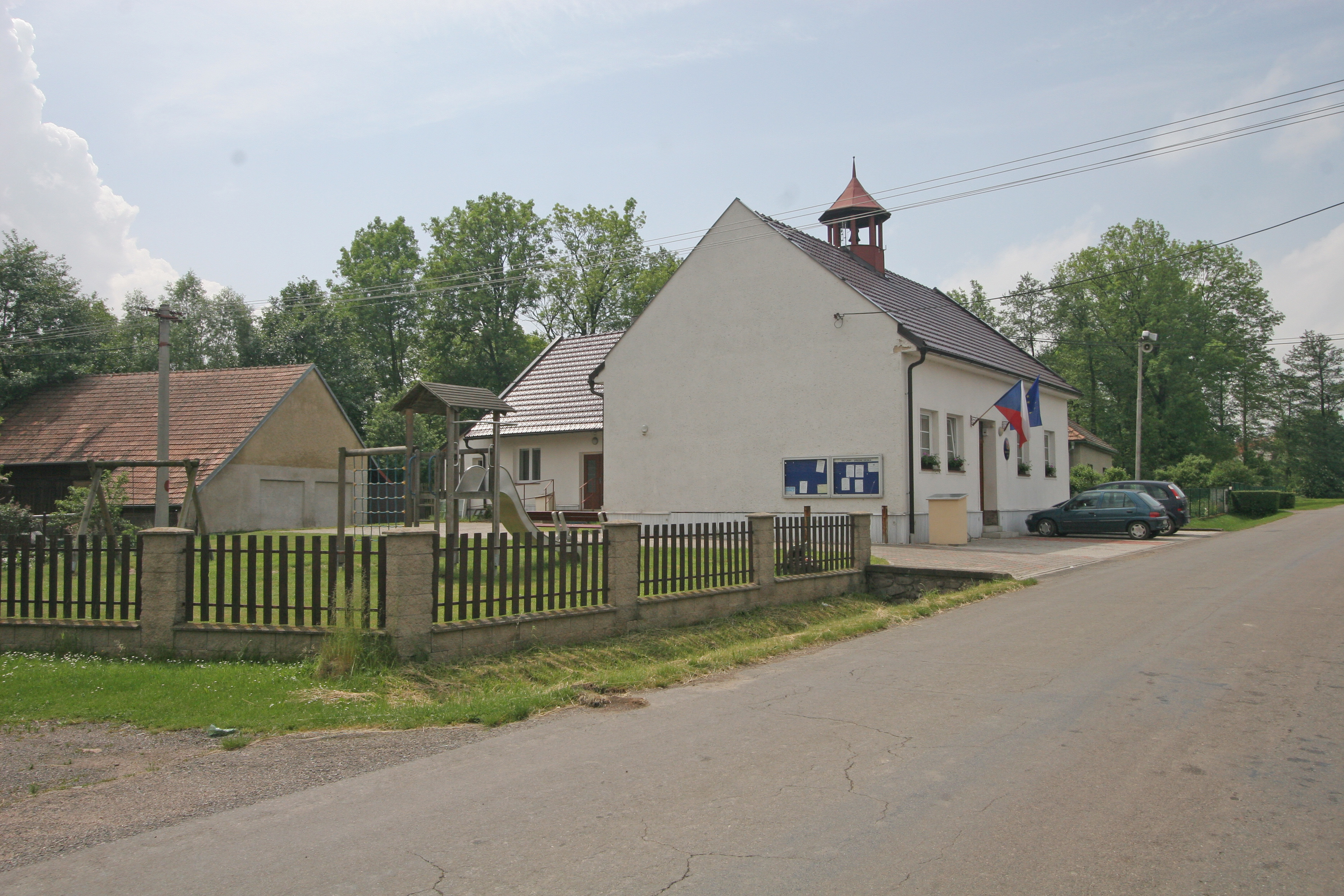
Gemeindeamt

Lány (deutsch Laan) ist eine Gemeinde in Tschechien. Sie liegt fünf Kilometer westlich von Chrudim und gehört zum Okres Chrudim.

## Geographie
Lány erstreckt sich entlang des Baches Bylanka auf der Heřmanoměstecká tabule (Hermannstädter Tafel).
Nachbarorte sind Rozhovice und Bylany im Norden, Markovice im Nordosten, Kozojedy  und Červenec im Osten, Pouchobrady, Sobětuchy und Stolany im Südosten, Skupice und Dubina im Süden, Mlýn Prachovna, Morašice und Chotěnice im Südwesten, Nový Dvůr, Heřmanův Městec und Nová Doubrava im Westen sowie Klešice, Doubrava und Jezbořice im Nordwesten.

## Geschichte
Das als Waldhufendorf angelegte Dorf Lány wurde wahrscheinlich im 13. Jahrhundert von der Feste Kozojed aus gegründet; es unterscheidet sich in seiner Struktur deutlich von den umliegenden Rundangerdörfern.
Die erste urkundliche Erwähnung von Lány erfolgte im Jahre 1388. Unter den  Herren Trčka von Lípa, die von 1457 bis 1538 Besitzer von Heřmanmiestetz waren, wurde auch Lány dieser Herrschaft zugeschlagen. Danach folgten als Besitzer ab 1552 Andiel von Ronowec, ab 1596 die Herren von Zierotin, ab 1611 die Berka von Dubá, ab 1661 die Grafen von Sporck, ab 1798 die Freiherren von Greiffenclau und ab 1828 die Fürsten Kinsky.
Im Jahre 1835 bestand das im Chrudimer Kreis gelegene Dorf Laan bzw. Lany aus 56 Häusern, in denen 404 Personen lebten. Zu Laan konskribiert war die Einschicht Bořetitzer Mühle. Pfarrort war Heřmanmiestetz. Bis zur Mitte des 19. Jahrhunderts blieb Lany der Allodialherrschaft Heřmanmiestetz untertänig.
Nach der Aufhebung der Patrimonialherrschaften bildete Lány/Laan ab 1849 mit dem Ortsteil Kozojed/Kosojed eine Gemeinde im Gerichtsbezirk Chrudim. Ab 1868 gehörte die Gemeinde zum politischen Bezirk Chrudim. Seit Beginn des 20. Jahrhunderts wurde Kozojed nicht mehr als Ortsteil geführt. Die am Skupický potok gelegene Einschicht Bořetický Mlýn erlosch gänzlich. 1961 erfolgte der Zusammenschluss der Gemeinden Lány und Bylany zu einer Gemeinde Bylany-Lány, die seit Beginn des Jahres 1974 nur noch den Namen Bylany führte. Seit dem 1. März 1990 besteht die Gemeinde Lány wieder. Am 8. November 2004 erhielt die Streusiedlung Kozojedy den Status eines Ortsteils.

## Gemeindegliederung
Die Gemeinde Lány besteht aus den Ortsteilen Kozojedy (Kosojed) und Lány (Laan). Zu Lány gehört zudem die Wüstung Bořetický Mlýn (Bořetitzer Mühle).

## Sehenswürdigkeiten
- Burgstall Kozojedy
- Ehemaliges Hegerhaus Kozojedy, es steht heute im Freilichtmuseum Vysočina in Veselý Kopec